# Пријеђел
Пријеђел је насељено мјесто у општини Фоча, Република Српска, БиХ. Према попису становништва из 1991. у насељу је живјело 174 становника.
Пријеђел се налази на старом цариградском путу, којим су пролазили трговачки каравани између Дубровника и Цариграда, а на највишој коти данашње саобраћајнице Београд-Херцег Нови, око осам километара пре Тјентишта. На том месту налазило се и неидентификовано гробље из средњег века, које су мештани звали „грчко гробље“. Будући да га тадашња, комунистичка, власт није заштитила оно је углавном нестало, неки делови великих камених плоча уграђени су у одређене сеоске објекте.

## Становништво
| Демографија | Демографија | Демографија |
| Година      | Становника  | Становника  |
| ----------- | ----------- | ----------- |
| 1991.       | 174         |             |